# راجر کریستیان
راجر کریستیان (انگلیسی: Roger Christian; ۱ دسامبر ۱۹۳۵ – ۹ نوامبر ۲۰۱۱) بازیکن هاکی روی یخ اهل ایالات متحده آمریکا بود.